# 陈翰伯

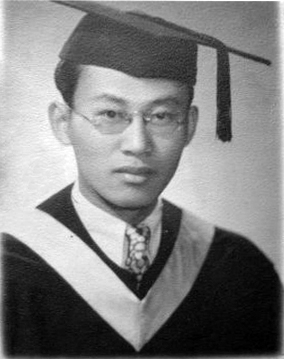
陈翰伯燕京大学毕业照

陈翰伯（1914年3月14日—1988年8月26日），笔名梅碧华、王孝风等，男，天津人，祖籍江苏苏州。中国新闻出版界要人、国际问题评论家。

## 生平

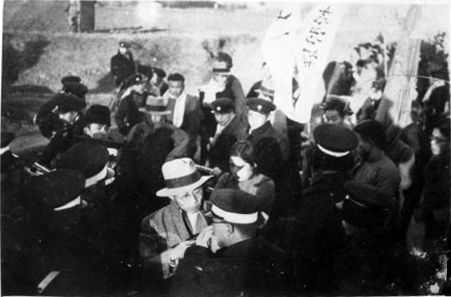
1935年12月9日，海淀，燕京大学请愿学生总领队陈翰伯（戴礼帽者）在与巡警交涉

### 学生时代
1914年3月14日，陈翰伯生于天津。1932年毕业于天津汇文中学，考入燕京大学新闻系。在校期间，1935年5月，燕京大学学生自治会举行改选，学生自治会成员沈昌焕召开全体会员大会，通过了新会章，正当要举行选举之时，陈翰伯发动紧急动议，质问学生自治会向学校当局借款五百元大洋的问题，引起同学对学生自治会的公愤。大会多数通过了陈翰伯提出的下届学生会不承认这笔借款的动议。过了几天，重新召开全体学生大会举行选举，新的学生自治会成员有：张兆麐、龚普生、陈絜、王汝梅（黄华）、龚维航（龚澎）、陈翰伯等人，学生自治会由原来的受学校当局扶植，转变为受倾向中共的左派学生控制。此后，陈翰伯参加了1935年12月9日一二·九运动的组织工作。
1936年1月，燕京大学学生参加了中共北平党组织引导平津学联组织的平津学生南下扩大宣传团，赴北平、天津以南的农村地区宣传抗日救国。当时，平津学联共组织了四个宣传团，第一团由北平东城各校学生组成，第二团由北平西城、南城各校学生组成，第三团由北平西郊及其他地方的学生组成，第四团由天津学生组成。燕京大学学生46人、贝满女中、华光女中学生3人，共49人，被编为第三团第二大队。第二大队大队长原为王汝梅（黄华），陈翰伯为第二大队第三小队队长。不久王汝梅调往指挥部，出任第三团团长，陈翰伯接任第二大队大队长，赵荣声任第三小队队长。

### 媒体生涯
1936年2月，陈翰伯加入中国共产党。1936年，陈翰伯毕业于燕京大学新闻系。毕业之后，陈翰伯赴西安的东北军中办报纸，1936年11月起，先后出任《西京民报》编辑、总编辑。1937年5月，陈翰伯陪同美国记者埃德加·斯诺的夫人尼姆·韦尔斯（即海伦·福斯特·斯诺）赴延安访问。1937年7月，抗日战争爆发后，陈翰伯作为战地记者赴山西、陕西的黄河前线采访。1942年，任重庆《时事新报》采访部主任。1945年，任《新民报》副总编辑。1946年，协助潘梓年筹办上海《联合晚报》，出任总编辑。1949年2月来到河北西柏坡，出任新华通讯社总社编委兼国际新闻部主任。1949年6月，改任新华通讯社总社新闻训练班主任。1953年，陈翰伯任中共中央宣传部理论宣传处副处长，主管《学习》杂志的编辑工作。

### 出版事业
1958年2月，陈翰伯调任商务印书馆总经理、总编辑。在任期间，陈翰伯主持了与高等教育出版社的拆分，以及与时代出版社的合并。他为商务印书馆争取到翻译出版外国哲学社会科学重要著作的分工，出版了近200种外国哲学社会科学名著。这些书是后来1982年商务印书馆成立85周年时推出的“汉译世界学术名著丛书”的主要书目。商务印书馆的外语工具书品种及数量获得了极大扩充。商务印书馆还推出了“外国历史小丛书”。此外，到文革前夕，陈翰伯开始抓大型辞书工具书规划及出版工作。1964年，陈翰伯出任中华人民共和国文化部出版局局长，仍兼商务印书馆的职务。
文化大革命爆发后，商务印书馆被指责为“宣扬封、资、修，大、洋、古的反革命修正主义黑窝点”。因为商务印书馆出版了吴晗主编的“外国历史小丛书”，曾任商务印书馆总编辑的陈翰伯成为“文革”爆发后出版界首先遭到报纸公开点名批判的“反革命分子”。1966年7月20日，《光明日报》发表了一篇署名文章《揭露“外国历史小丛书”的反革命黑幕》，给陈翰伯扣上了“反革命分子”、“钻进党内的资产阶级代表人物”等帽子，陈翰伯当即被挂上黑牌，关入“牛棚”。1967年1月，在造反派全面夺权的批斗会上，陈翰伯作为“商务头号走资派”遭到批斗。造反派声称将“彻底砸烂”商务印书馆，并将郭沫若题写的“商务印书馆”牌子摘下，当场用斧子劈碎，随后换上了“东方红出版社”的新招牌。
1971年，陈翰伯调任人民出版社领导小组组长，不久又担任国家出版事业管理局领导小组成员。1976年，陈翰伯出任国家出版事业管理局代局长，任职四年。在这四年中，中国的出版界走出了“文化大革命”的阴影，逐步走向开放和复兴。他推动了《辞源》、《辞海》的修订工作，以及《汉语大词典》、《汉语大字典》的编纂出版工作；推动了中国出版业格局及经营战略的大规模调整；创办了《读书》杂志。1978年，陈翰伯兼任《中国大百科全书》总编辑委员会副主任。1980年起，陈翰伯历任中国出版工作者协会第一届主席、第二届名誉主席。
1988年8月25日，陈翰伯应邀出席浙江文艺出版社“学术小品丛书”出版座谈会，会上即席发言。1988年8月26日凌晨，陈翰伯因脑血管病复发而在北京逝世。